# Білець Петро Васильович
Петро́ Васи́льович Біле́ць (28 травня 1986 — 29 серпня 2014) — солдат 51-ї окремої механізованої бригади Збройних сил України, учасник російсько-української війни.

## Життєпис
Народився 1986 року в селі Нетреба Рокитнівського району Рівненської області. 1995-го закінчив Нетребську ЗОШ. Протягом 1998—2000 років проходив строкову службу в рядах Збройних сил України — у Львові в танкових військах. Після демобілізації деякий час працював у Борівському лісництві різноробом.
10 квітня 2014 року мобілізований до лав Збройних сил України. Солдат, 51-ша механізована бригада.
29 серпня 2014-го загинув при виході з Іловайського котла «зеленим коридором» на дорозі біля села Новокатеринівка. 2 вересня тіла 88 загиблих привезено до запорізького моргу. Перебував у списку зниклих безвісти. Упізнаний побратимами та родичами.
Похований у селі Нетреба 23 вересня 2014 року. В останню дорогу проводжали всім селом і з військовими почестями.
Без Петра лишилися мама та наречена.

## Нагороди та вшанування
За особисту мужність і героїзм, виявлені у захисті державного суверенітету та територіальної цілісності України, вірність військовій присязі під час російсько-української війни, відзначений — нагороджений
- 13 серпня 2015 року — орденом «За мужність» III ступеня.
- Його портрет розміщений на меморіалі «Стіна пам'яті полеглих за Україну» в Києві: секція 3, ряд 2, місце 40
- Вшановується в меморіальному комплексі «Зала пам'яті», в щоденному ранковому церемоніалі 29 серпня[1]